# 天空

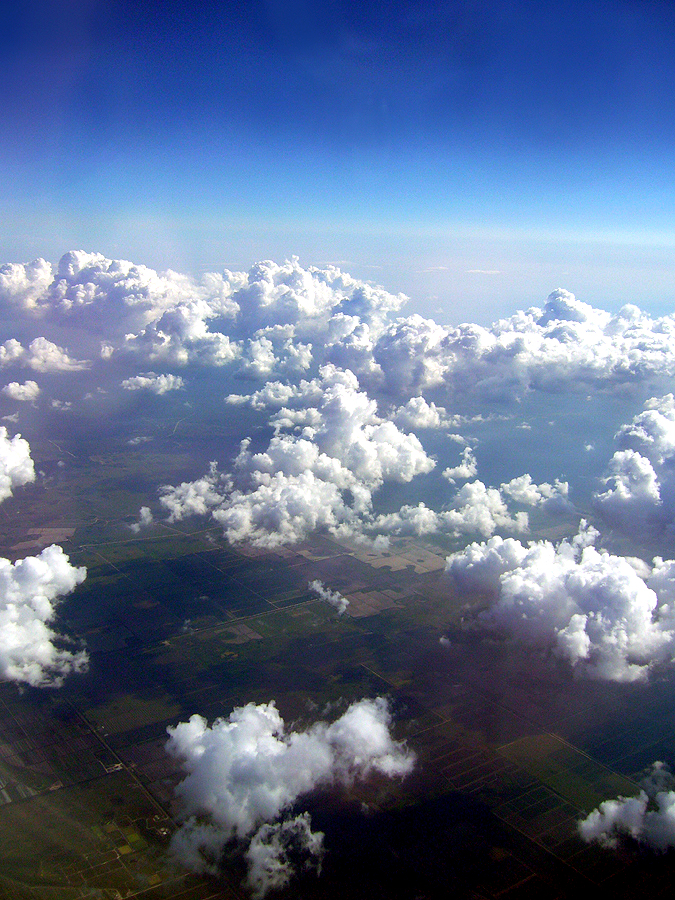

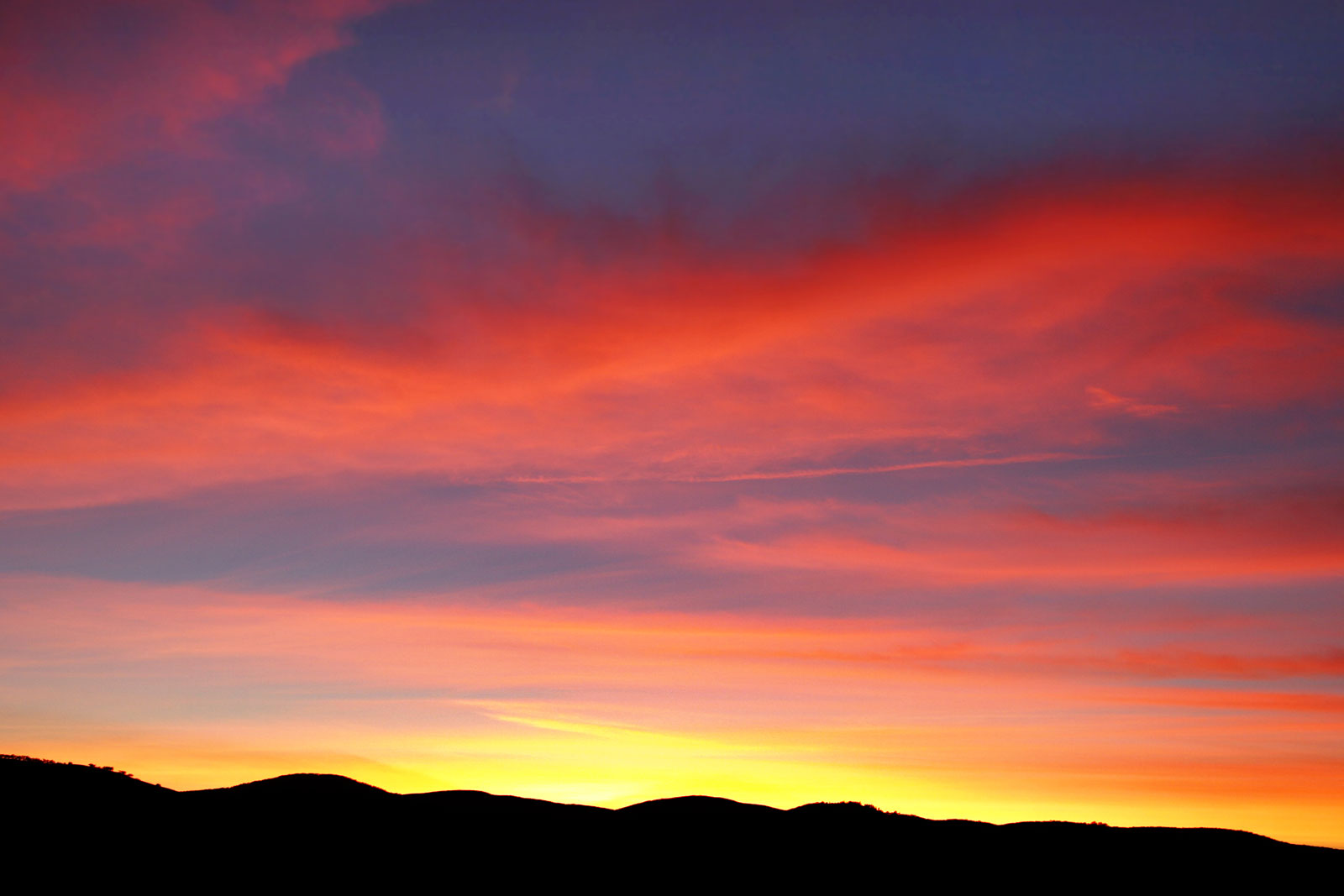
日出

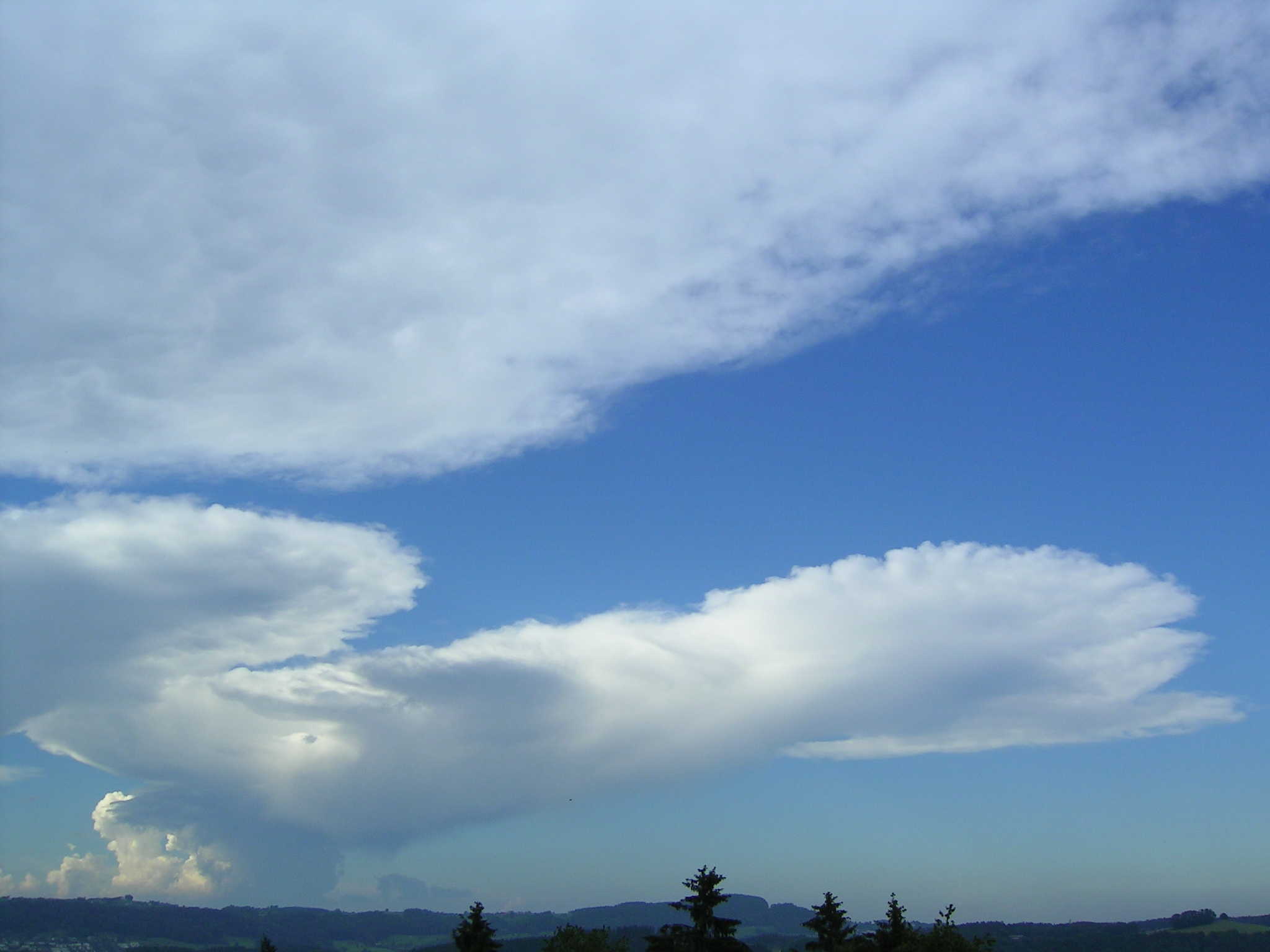
晴朗的午間

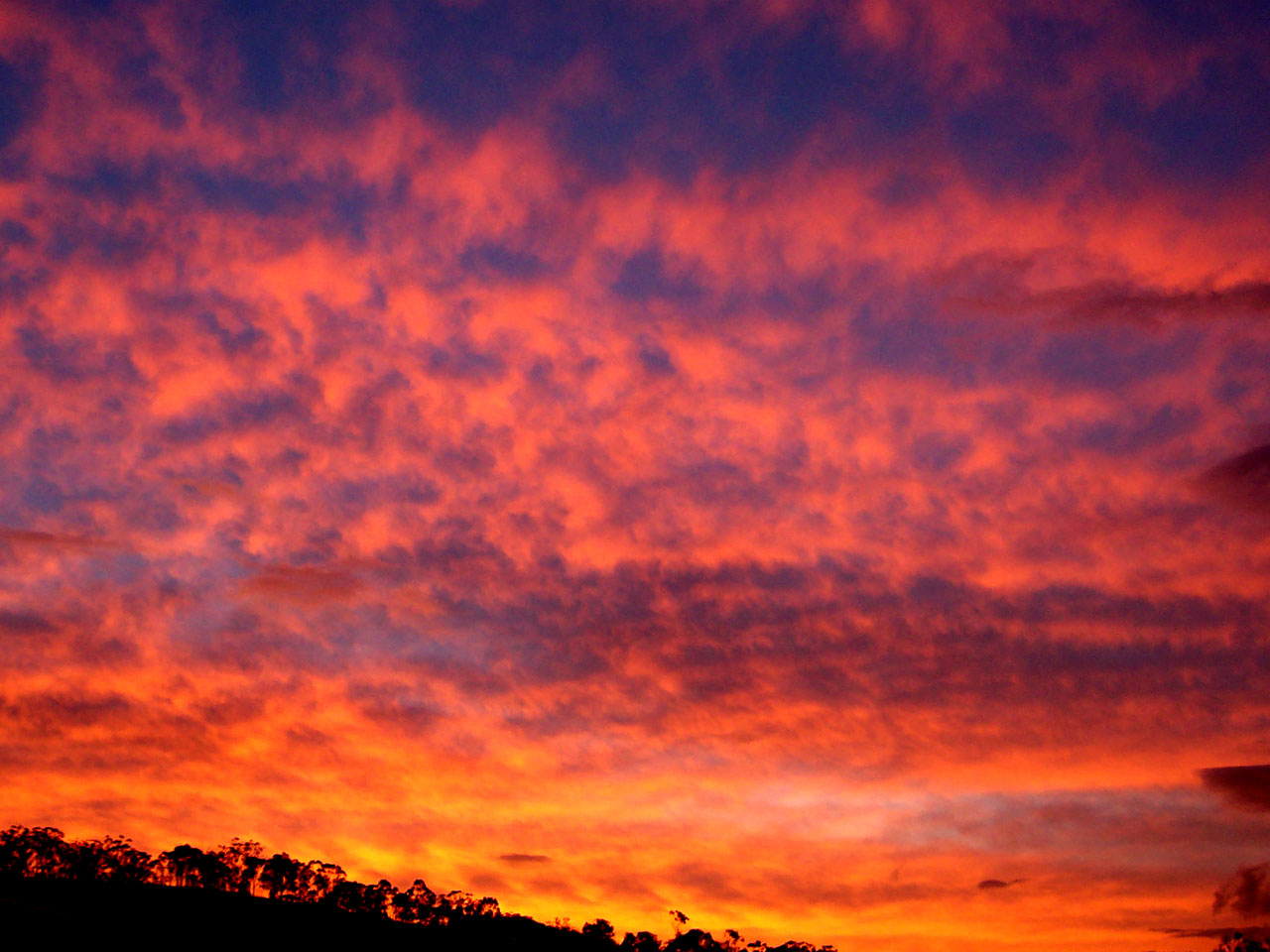
日落

天空是大氣層或太空可被天體表面的觀測者看到的部分。在地球，晴朗的日間，天空看起來是藍色的；在日出和日落時，天空會偏紅色，但其實天空是無色的。对晴朗天空的能见度一般用视觉深度这个术语来描述。
人可以在天空觀測氣象或天文現象，從而得知天氣變化、時間的流逝或自己的方位。日出日落可知一日中的時間，晚上月亮的盈虧可以知道大概一個月的時間。北斗星可以指示北方。雲的厚度和形狀可以知道會否下雨。
在天空可以欣賞到許多現象，如彩虹、極光和流星雨等。雀鳥會在天空飛翔。
由于石油等化石性燃料使用的增加而产生的悬浮质，特别是那些会在燃烧后释放二氧化硫的煤等燃料的影响，自1973年以来，除了欧洲，天空的能见度正在逐步降低。
地球夏季時，陽光直射北回歸線，北半球晝長夜短，北極出現永晝，南極出現永夜。地球冬季時陽光直射南回歸線，北半球晝短夜長，北極出現永夜，南極出現永晝。

## 外部連結
- Day Sky Images
- Night Sky Images
- Sky Photo Gallery（页面存档备份，存于）
- 天空為什麼是藍色的，為何又是紅紅的夕陽（页面存档备份，存于）